# Jan van Schaffelaar

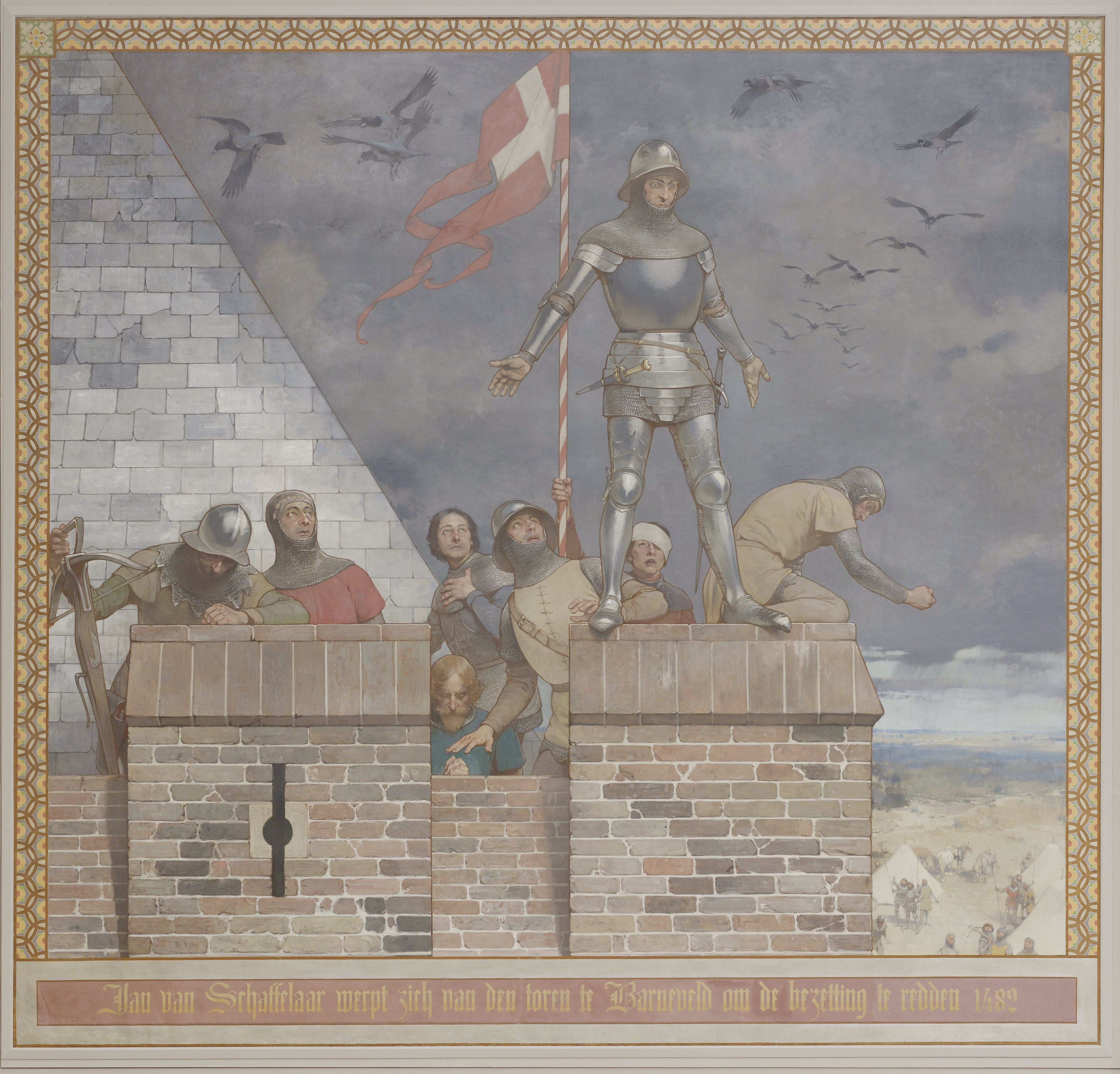
Jan van Schaffelaar werpt zich van den toren te Barneveld (Georg Sturm, Rijksmuseum)

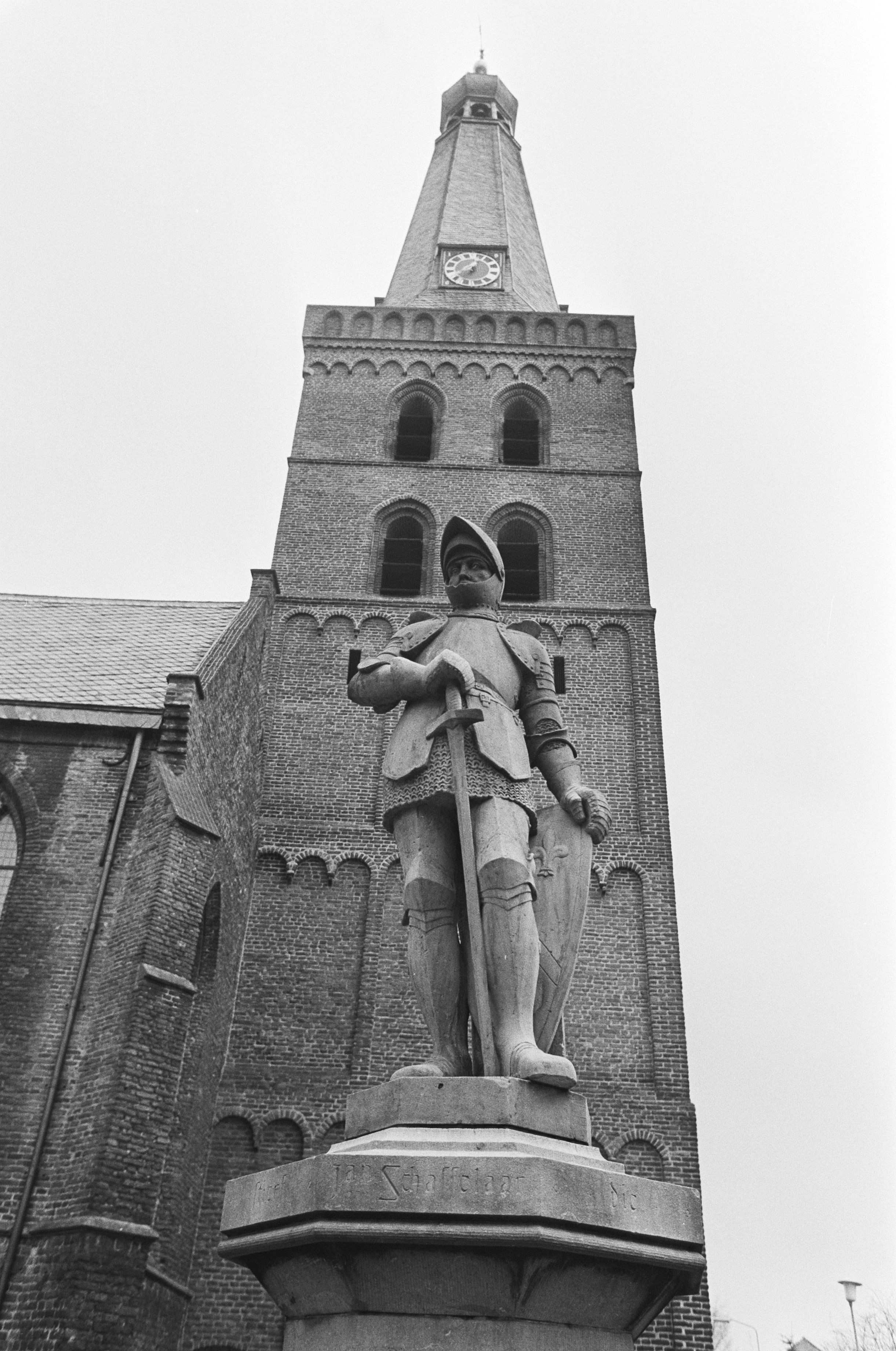
Standbeeld van Jan van Schaffelaar, met op de achtergrond de Oude Kerk waar hij vanaf gesprongen is

Jan van Schaffelaar (voor 1445 – Barneveld, 16 juli 1482) was een huurling (ruter) die aan zijn einde kwam nadat hij tijdens de Stichtse Oorlog van de door Hoeken belegerde toren van Barneveld sprong. 

## Levensloop
Over de persoon Jan van Schaffelaar is maar weinig bekend. Van Schaffelaars vrouw werd Aleid genoemd. Hij liet een dochter Wendelmoet van Schaffelaar na. Uit onderzoek is gebleken dat er in de 14e eeuw op de grens van Leusden en Barneveld een hoeve stond met de naam De Schaffelaar waaraan de bewoners hun naam ontleenden.
Er bestaan twee familietakken die vanuit de oorspronkelijke Van Schaffelaar-hoeve zijn uitgewaaierd naar onder meer Arnhem en Amersfoort. Hij zou vermoedelijk "rond 1445 zijn geboren". Volgens A.H.J. Prins zou zijn naam voorkomen op een "monsterrol met honderden namen van Henegouwse en Gelderse voetboogschutters en hun bereden escorte," uit 1476 als "francquenet," dwz "vrije knecht" (vgl "knight") maar Janse en Berents hebben die naam niet op de rol gevonden. Van Schaffelaar heeft zich kennelijk gevoegd als zwaar-gewapende Gelderse ruiter bij een grote Bourgondische legermacht, die met Karel de Stoute tegen de Zwitsers en de hertog René II van Lotharingen optrekt. Na zijn jaren in Frankrijk zou hij weer teruggekeerd zijn naar het Sticht.
Tijdens de Stichtse Oorlog werd de Bisschop van Utrecht David van Bourgondië, bastaardzoon van Filips de Goede, uit Utrecht verjaagd door de Hoeken. Daarop werd de stad door Kabeljauwen belegerd om de Utrechtse bevolking uit te hongeren. Hertog Jan II van Kleef liet voedsel naar de stad brengen voor de inwoners, waarop de bisschoppelijke troepen trachtten deze transporten te onderscheppen. Onder hen was Van Schaffelaar, gelegerd op kasteel Rosendael te Rozendaal.
De enige bron voor de torensprong van Jan van Schaffelaar is de Hollands-Utrechtse kroniek 1481-1483, die in 1698 werd gepubliceerd door de Utrechtse historicus Antonius Matthaeus, en in het begin van de 17e eeuw (in origineel of in afschrift) in bezit was van Adriaan van Winssen. Volgens deze bron werd op 16 juli 1482 in Barneveld de toren van wat nu de Oude Kerk heet ingenomen door een groep van ongeveer 19 Kabeljauwen, waaronder Van Schaffelaar. Hoekse soldaten belegerden de toren en beschoten deze met kanonnen. Zij gaven aan het aanbod tot overgave van de Kabeljauwen pas te zullen accepteren als Jan van Schaffelaar naar beneden zou worden geworpen. De Kabeljauwen weigerden dat, hoewel de keus (alle Kabeljauwen dood of alleen Van Schaffelaar dood) niet zo moeilijk was. Van Schaffelaar zei toen: "Lieve gesellen, ic moet ummer sterven, ic en wil u in geenen last brenghen". Hij ging op de torentrans staan, zette zijn handen in zijn zij en sprong naar beneden. Hij overleefde de val, maar werd op de grond alsnog door de Hoeken doodgeslagen.

Item op den xvi. dach in Julius syn sommige ruter van den Rosendael geweest, ende hebben den toern ende kerck tot Bernevelt ingenomen, ende hoere was xix die 't deden, ende die van Amersfoert ende die ruters van die Nyekerck toghen voer die kerck, ende brochten bussen mede, ende scoten doer den toern, ende scoten daer vier of vyf doot. Die op den toern waren gheerden spraeck te houden alst geschiede. Ende die gheen die op den toern waren hadden geern in handen gegaen, ende hem gevangen gegeven. Ende die van Amersfoert antwoerden, dat syse niet in handen nemen en wouden, sy en mosten enen geheten Jan van Scaffelaer te galmgaten uytwerpen van den toern, dat die gheen die op den toern waren niet doen en wouden. Doe seyde Jan van Scaffelaer, Lieve gesellen, ic moet ummer sterven, ic en wil u in genen last brenghen. Ende ginck boven op die tynnen van den toern staen, ende setten syn handen in syn syde, ende spranck van boven neder. mer hy en viel niet doot, mer doe hy lach, doe wert hy dootgeslagen, als voersz  staet, als my gesegt is.

In 1486 werd in een akte de overdracht aan dochter Wendelmoet van zijn boerderij in Leusden bevestigd. De boerderij was een erfpacht van de Paulusabdij in Utrecht.

## Jan van Domselaar
In 1978 werden bij restauratiewerkzaamheden aan de kerk van Barneveld ook de graven in de kerk onderzocht. Daarbij werden ook de overblijfselen van Jan van Domselaar bestudeerd, die gehuwd was met Lijsbeth van Schaffelaar. De oud-Barnevelder dr. A.H.J. Prins veronderstelde dat Van Domselaar de achternaam van zijn vrouw had overgenomen, en dan zou de persoon in het graf dus dezelfde persoon zijn als Van Schaffelaar, die hij niet in archiefstukken was tegengekomen. Een latere vondst in 1988 van een akte waarin Van Schaffelaar wordt genoemd als pachter van een boerderij in Leusden maakt de gelijkstelling met de Barnevelder Van Domselaar onwaarschijnlijk. Berents ontkracht dat Van Schaffelaar en Van Domselaar een en dezelfde persoon zou zijn.

## Culturele inspiratie
Het verhaal van Jan van Schaffelaar is een inspiratiebron geweest voor verscheidene, geromantiseerde literaire werken, waarvan de in Nederland bekende romantische historische roman De Schaapherder (1838) van Jan Frederik Oltmans (1806-1854) de meeste invloed had. Dankzij de roman kreeg de torensprong, die eerder maar een voetnoot was in de geschiedenis van de Stichtse Oorlog, nationale bekendheid.
Op 15 september 1903 werd op het Torenplein van Barneveld een standbeeld van Jan van Schaffelaar onthuld, ontworpen door Hendrik ten Ham E.Jzn. (kunstschilder) en vervolgens uitgevoerd door Bart van Hove.
De jeugdboekenschrijfster Thea Beckman heeft het verhaal van Van Schaffelaar geromantiseerd in haar boek Hasse Simonsdochter (1983). In dit boek redt Van Schaffelaar het hoofdpersonage Hasse Simonsdochter als zij wordt aangevallen door een paar veedrijvers die het Kampereiland passeren. Van Schaffelaar doodt daarbij een van de veedrijvers en wordt daarvoor door de Kampenaren ter dood veroordeeld. Hasse Simonsdochter verbidt hem echter, waardoor zij met elkaar moeten trouwen.